# Allenby-broen
Allenby-broen, også kendt som Kong Hussein-broen, er en bro over Jordan-floden. Den forbinder Vestbredden med Jordan og er det eneste sted, hvorigennem palæstinensere kan komme til og fra Vestbredden.
Den oprindelige bro blev opført i 1918 over resterne af en gammel osmannisk bro; initiativtageren til broens opførelse var den britiske general Edmund Allenby, efter hvem broen er opkaldt. Broen blev ødelagt af Palmach-partisaner i 1946 og senere under seksdageskrigen i 1967. Den blev genopbygget som gitterbro i 1968, og efter fredsaftalen i 1994 mellem Israel og Jordan blev der opført en moderne bro ved siden af den gamle. Nu anvendes kun den nye bro til transport.
31°52′27″N 35°32′27″Ø / 31.8742°N 35.5408°Ø